# 石山通

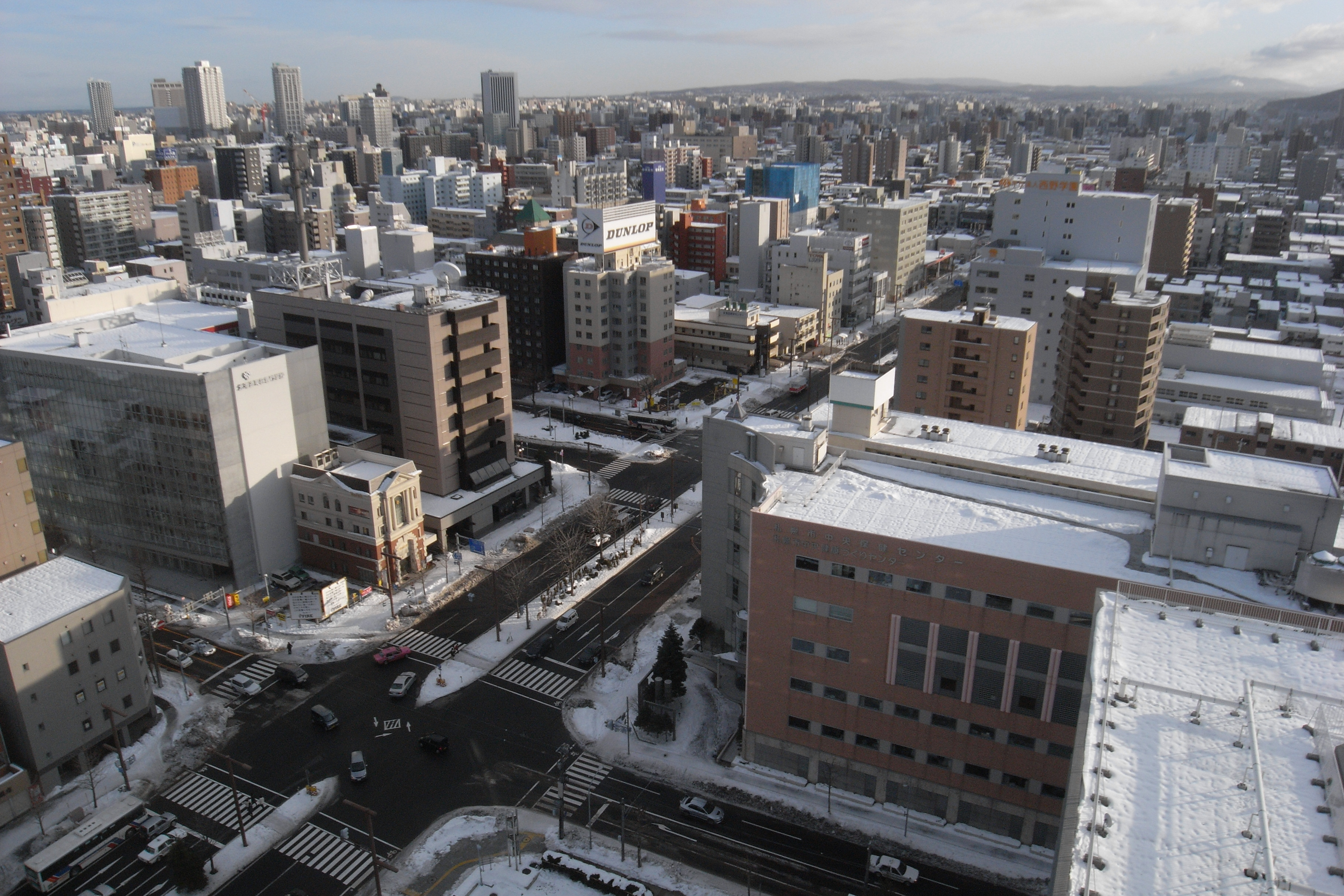
南3条西11丁目付近（2009年1月）

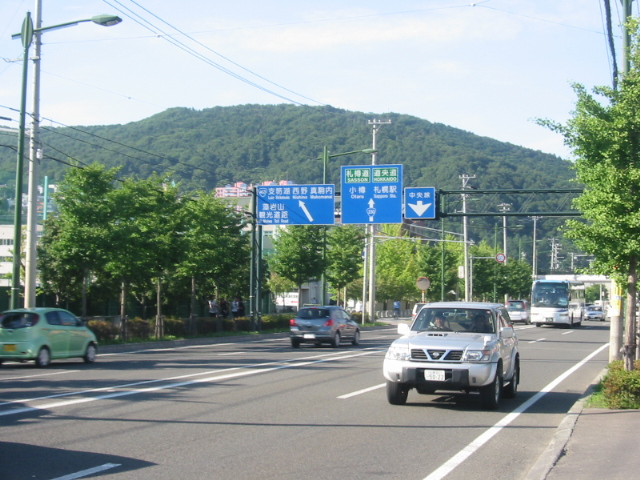
北海道札幌藻岩高等学校付近（2007年8月）

石山通（いしやまどおり）は、札幌市中央区から南区に至る都市計画道路。区間により北海道道452号下手稲札幌線、国道230号になる。

## 路線データ
- 起点：札幌市中央区北18条西15丁目（環状通・新川通交点）[1]
- 終点：札幌市南区簾舞（簾舞西循環通交点）[1]
- 幅員：25 m[1]
- 車線数：4車線[1]

## 歴史
石山通は、1870年（明治3年）に東本願寺の僧たちが1年半で開削した本願寺道路（本願寺街道）が前身になっている。現在のルートになったのは1875年（明治8年）になってからであり、屯田兵が山鼻に入植することにより中隊本部と札幌本府を結ぶ道路として整備した。名称の通り石に関わりがあり、1872年（明治5年）から硬石山、1875年（明治8年）から軟石山で採石が始まり、開拓使の特命による直線の馬車道を整備した。この頃から「石山」の地名が使用され始め、1910年（明治43年）の札幌石材馬車鉄道開業を契機に「石山通」の名が広まっていった（1918年廃止）。

### 年表
- 1871年（明治04年）：本願寺道路完成。
- 1875年（明治08年）：山鼻の屯田兵中隊本部と札幌本府を結ぶ道路として整備[2][4]。
- 1953年（昭和28年）：札幌—虻田（現在の洞爺湖町）間の道路が国道に指定[6]。
- 1964年（昭和39年）：札幌—定山渓間（国道230号）舗装工事完成[6]。
- 1977年（昭和52年）：石山バイパス（石山大橋）完成[7]。
- 2002年（平成14年）：板割沢（いたわりざわ）局改（線形改良、4車線化）完成[8]。

## 路線状況

### 区間
- 北海道道452号下手稲札幌線（起点 - 札幌市中央区北1条西11丁目）
- 国道230号（札幌市中央区北1条西11丁目 - 終点）

### 道路施設
- 山鼻川橋（17.30 m）[9]
- 北の沢橋（上り : 90.60 m、下り : 90.60 m）[9]
- 川沿アンダーパス
- 南の沢橋（17.28 m）[9]
- 石山大橋（203.00 m）[9]
- 穴の川橋（31.30 m）[9]
- 丸重吾橋（29.50 m）[9]
- 野々沢橋（15.50 m）[9]
- 簾舞橋（51.50 m）[9]

## 地理
北海道道452号下手稲札幌線区間は北海道大学や北海道大学植物園の西側を通り、沿道には市立札幌病院、札幌市立大学桑園キャンパスが立地している。なお、北8条通との交差点付近では北区（鉄西地区）を通過する。国道230号区間は道央と道南を結ぶ幹線道路であり、沿道には商業系の店舗が連坦している。また、中央区には中央区役所や札幌市消防局、北海学園大学山鼻キャンパス、陸上自衛隊札幌駐屯地、南警察署などが立地し、南1条西10丁目と南21条西11丁目の交差点で札幌市電が横断する。南区にはイオン札幌藻岩店、アパホテル&リゾート札幌、晴生会さっぽろ南病院、アクロスプラザ札幌南、藤野公園などが立地している。

### 交差する道路
- 環状通・北海道道452号下手稲札幌線・新川通
- 北8条通
- 北5条手稲通
- 北4条通
- 北海道道124号宮の沢北一条線・国道230号（北1条宮の沢通）
- 大通（大通公園）
- 南1条通
- 月寒通
- 主要市道9901号旭山公園米里線（菊水旭山公園通）
- 北海道道89号札幌環状線（環状通）
- 北海道道453号西野白石線（白石藻岩通）
- 福住桑園通
- 真駒内通
- 北海道道82号西野真駒内清田線（五輪通）
- 中ノ沢南沢通
- 平岸通
- 簾舞西循環通